# Bitwa o Afabet
Bitwa o Afabet – starcie zbrojne, które miało miejsce w dniach 17 –
20 marca 1988, w czasie wojny o niepodległość Erytrei. Zakończyło się ono zwycięstwem erytrejskich rebeliantów.
W grudniu 1987 siły erytrejskie przypuściły atak na korpus „Nadew”. Armia etiopska odparła go, ale z powodu dużych strat prezydent Mengistu Hajle Mariam nakazał rozstrzelać dowódcę korpusu „Nadew” gen. bryg. Tariku Ayne, a korpusowi uderzyć w kierunku miasta Nakfa.
Erytrejski front „Nakfa”, dowodzony przez Mesfina Hagosa zaatakował korpus „Nadew” zajmujący pozycje w Dolinie Hedai. Silny opór atakującym stawiła 29. Brygada Zmotoryzowana, lecz jej wozy pancerne, nienadające się do walki w górach, zostały zniszczone przez dobrze wyposażonych w broń przeciwpancerną Erytrejczyków. Żołnierze etiopscy,  zostali zmuszeni do pieszego odwrotu. W tym czasie inne oddziały etiopskie z korpusu „Nadew” – 14. Dywizja Piechoty i 19. Dywizja Piechoty Górskiej zostały zbombardowane przez własne lotnictwo. Do 20 marca korpus „Nadew” został zniszczony, mimo pomocy udzielonej mu przez 22. Dywizję Piechoty.
Siły Erytrejskiego Ludowego Frontu Wyzwolenia, wspierane przez Tigrajski Ludowy Front Wyzwolenia opanowały 19 marca miasto Afabet, gdzie znajdowało się stanowisko dowodzenia etiopskiej 2. Armii Rewolucyjnej. Bitwa zakończyła się całkowitym zwycięstwem wojsk erytrejskich. Siły etiopskie straciły 15 do 18 tys. zabitych i wziętych do niewoli, 50 czołgów i 60 środków artyleryjskich. Zginęło też 4 doradców wojskowych z ZSRR wspierających wojska etiopskie, a 3 dostało się do niewoli. Erytrejczycy stracili 2 tys. zabitych.
Po klęsce pod Afabet prezydent Mengistu ogłosił stan wyjątkowy w Tigraju i Erytrei, a 23 marca nakazał przesiedlić wszystkich cywili z nizin. Rozpoczęto też koncentrowanie wojsk rządowych w rejonie Keren.